# Variante C.1.2 del SARS-CoV-2
La variante c.1.2 del virus SARS-CoV-2, también conocida como linaje C.1.2, es una variante del virus responsable de la COVID-19. Fue detectada por primera vez en Sudáfrica en mayo del 2021. El inicio de la variante C.1.2 fue reportada en África y Europa.
Esta variante fue detectada en Sudáfrica. La razón por la que la OMS incluyó a la variante C.1.2 como bajo investigación es porque sus características apuntan a que tiene una alta transmisibilidad y mutaciones.

## Estadísticas
| Casos registrados al 27 de noviembre de 2021 (UTC) | Casos registrados al 27 de noviembre de 2021 (UTC) | Casos registrados al 27 de noviembre de 2021 (UTC) | Casos registrados al 27 de noviembre de 2021 (UTC) | Casos registrados al 27 de noviembre de 2021 (UTC) |
| Territorios                                        | Confirmados según PANGOLIN                         | Confirmados según GISAID                           | Confirmados según outbreak.info                    | Confirmados según outbreak.info                    |
| -------------------------------------------------- | -------------------------------------------------- | -------------------------------------------------- | -------------------------------------------------- | -------------------------------------------------- |
| Sudáfrica                                          | 19                                                 | 44                                                 | 253                                                |                                                    |
| Estados Unidos                                     | 1                                                  | -                                                  | 1                                                  |                                                    |
| Reino Unido                                        | 2                                                  | 1                                                  | 4                                                  |                                                    |
| Bélgica                                            | 0                                                  | 0                                                  | 1                                                  |                                                    |
| Portugal                                           | 0                                                  | 1                                                  | 1                                                  |                                                    |
| Nueva Zelanda                                      | 2                                                  | 0                                                  | 1                                                  |                                                    |
| China                                              | 2                                                  | 2                                                  | 1                                                  |                                                    |
| Mauricio                                           | 0                                                  | 0                                                  | 1                                                  |                                                    |
| Suazilandia                                        | 2                                                  | 15                                                 | 7                                                  |                                                    |
| Botsuana                                           | 0                                                  | 3                                                  | 2                                                  |                                                    |
| Total de casos a nivel global                      | -                                                  | -                                                  | 273                                                | 273                                                |